# Старостенко, Николай Тихонович
Николай Тихонович Старостенко (4 августа 1897, Елисаветград — 14 марта 1972, Кишинёв) — советский хозяйственный, государственный и политический деятель.

## Биография
Родился в 1897 году в Елисаветграде. Член КПСС с 1945 года.
С 1914 года — на хозяйственной, общественной и политической работе. В 1914—1972 гг. — слесарь на заводе, научный сотрудник, ассистент клиники, доцент медицинского института, заведующий лабораторией туберкулёзного института, работник Одесского НИИ питания, участник Великой Отечественной войны, заведующий кафедрой факультетской терапии Кишинёвского медицинского института, ректор Кишинёвского медицинского института.
Избирался депутатом Верховного Совета СССР 5-го созыва, Верховного Совета Молдавской ССР 4-го созыва.
Умер в Кишинёве в 1972 году.